# 抗結核薬
抗結核薬（こうけっかくやく、英: Anti-tuberculosis drugs）とは結核の化学療法で用いる薬物である。

## 歴史
結核の最初の有効な治療薬は1944年にワクスマンらが放線菌の培養濾液から抽出したストレプトマイシンであった。それまでの結核の治療は自然治癒力を助長し、それを妨害するものを防ぐという原則に基づき大気、安静、栄養療法が主な柱となっていた。ストレプトマイシンの発見に引き続きパラアミノサリチル酸が合成され、1950年にはイソニアジド、1952年にピラジナミドの抗結核作用が発見された。1961年にエタンブトール、1961年に放線菌の培養濾液より抽出したリファマイシンに手を加えた半合成抗菌薬リファンピシンが登場した。リファンピシンは重症肺結核に対しても菌陰性化を可能とした画期的な薬剤であった。従来のストレプトマイシン、イソニアジド、パラアミノサリチル酸の3剤併用療法では初回治療に約3年の治療期間が必要であったが、リファンピシンの登場でリファンピシンとイソニアジドを軸とする多剤併用療法で9ヶ月で治療が可能となった。さらにピラジナミドを加えた場合は6ヶ月で治療可能となった。

## 分類
抗結核薬は抗菌力が強く初回治療に標準的に用いるべき一次抗結核薬と、抗菌力が劣るが一次薬が使用できない場合に用いる二次抗結核薬に分けられる。

### 一次抗結核薬

#### イソニアジド(INH)
イソニアジド（イスコチン）は細胞壁のミコール酸の合成阻害によって抗菌活性を有する。経口摂取した場合は内服後1〜2時間後に最高血中濃度に達する。組織への移行性は良好であり胸水、腹水、血液脳関門を通過する。

#### リファンピシン(RFP)
リファンピシン（リファジン）はRNAポリメラーゼ阻害によって殺菌効果をしめす。肺、喀痰、炎症のある髄膜などへの組織移行性も良好である。

#### リファブチン(RBT)
リファブチン(ミコブティン)はリファンピシンと同様にリファマイシン系抗生物質でありRNA合成阻害で殺菌効果を示す。リファンピシン耐性菌の30〜40%に有効であるが、ぶどう膜炎の副作用を生じる事がある。

#### ピラジナミド(PZA)
ピラジナミド(ピラマイド)の作用機序は不明な点が多い。肝臓で代謝をうけてピラジン酸となり抗菌活性を示すと考えられている。ピラジナミドの特性としてpH5.0〜5.5の酸性環境で強い抗菌力を示すこと、細胞膜透過性が強いことがあげられる。このためマクロファージのファゴソーム内に取り込まれた結核菌に滅菌的に作用する。

#### エタンブトール(EB)
エタンブトール(エブトール)は静菌的にしか作用しない抗結核薬である。エタンブトールの作用は細胞壁アラビナン合成阻害である。エタンブトールかストレプトマイシンかの選択では、エタンブトールは錠剤であるがストレプトマイシンは注射薬しかないため、エタンブトールが選ばれる傾向がある。

#### ストレプトマイシン(SM)
ストレプトマイシンは細胞のリボゾームに結合し蛋白質合成阻害を作用機序とする。アミノグリコシド系の抗生物質である。胃腸からの吸収が悪く注射薬のみである。

### 二次抗結核薬

#### カナマイシン(KM)
カナマイシンはストレプトマイシンと同様の用量と用法である。アミノグリコシド系抗生物質でありタンパク質合成阻害薬である。カナマイシンに耐性の菌はストレプトマイシンにも耐性である。

#### エンビオマイシン(EVM)
エンビオマイシン(ツベラクチン)はポリペプチド系抗生物質である。tuberactinomycin familyと呼ばれる一群に属し、リボソーム上でアミノグリコシド系抗菌薬と同様の部位に結合してタンパク質合成阻害作用を示すと考えられる。アミノグリコシド系抗菌薬と同様、第Ⅷ脳神経障害の副作用に注意が必要であり、アミノグリコシド系抗菌薬、グリコペプチド系抗菌薬とは併用禁忌である。

#### エチオナミド(TH)
エチオナミド(ツベルミン)はDNAおよび蛋白質合成阻害薬である。

#### サイクロセリン(CS)
サイクロセリンも抗結核薬である。細胞壁の合成を阻害する。

#### パラアミノサリチル酸(PAS)
パラアミノサリチル酸(ニッパスカルシウム)も抗結核薬である。機序としては葉酸合成を阻害する。

#### レボフロキサシン(LVFX)およびその他のニューキノロン系抗菌剤
ニューキノロン系抗菌剤の結核菌に対する抗菌力は、EBやSM並に強いとされる。レボフロキサシンは、WHOの結核治療ガイドラインをはじめ世界の結核治療ガイドラインにおいて、薬剤耐性または副作用のために標準治療ができない場合の必須の薬剤として記載されている。抗菌力や副作用等を考慮してレボフロキサシン、モキシフロキサシン、オフロキサシン、ガレノキサシン、パズフロキサシン等の中から選択するが、日本において結核に対する適応はレボフロキサシンのみ承認されている。2016年1月の「結核医療の基準」の一部改正により、レボフロキサシンも公費負担の対象となった。結核と他の呼吸器感染症との区別がつかない場合は、軽はずみに処方すると結核であった場合にその診断が遅れ死亡率が増加するおそれがあるため、結核を除外できない呼吸器疾患に対するニューキノロン系抗菌薬の投薬を避けるべきとの意見もある。

#### デラマニド(DLM)
デラマニド(デルティバ)は多剤耐性肺結核に対する新たなオプションとして2014年に欧州、日本で承認された。ミコール酸合成阻害による細胞壁合成阻害を示すが、実際はミコール酸合成活性が低い、潜伏感染する結核菌に対しても有効であることから、ミコール酸合成阻害は本来の作用機序の一部である可能性がある。同じ系統の他薬（PA-824; pretomanid）を用いた研究により、結核菌特異的なニトロ還元酵素（deazaflavin-dependent nitroreductase; Ddn）による代謝を受けて一酸化窒素を産生し、細胞傷害活性を示すことが示唆されていることから、デラマニドも同様の作用を有すものと考えられる。
日本ではリファマイシン系のリファンピシンが1971年に承認されて以来、約40年ぶりの新系統（ニトロイミダゾール系）の抗結核薬。

## 用量
| 薬剤名               | 剤形           | 標準量mg/Kg/day | 最大量mg/body/day |
| -------------------- | -------------- | --------------- | ----------------- |
| リファンピシン       | 経口剤のみ     | 10              | 600               |
| イソニアジド         | 経口剤、注射剤 | 5               | 300               |
| ピラジナミド         | 経口剤のみ     | 25              | 1500              |
| ストレプトマイシン   | 筋注のみ       | 15              | 750               |
| エタンブトール       | 経口剤のみ     | 15              | 750               |
| カナマイシン         | 筋注のみ       | 15              | 750               |
| エチオナミド         | 経口剤のみ     | 10              | 600               |
| エンビオマイシン     | 筋注のみ       | 20              | 1000              |
| パラアミノサリチル酸 | 経口剤のみ     | 200             | 12g               |
| サイクロセリン       | 経口剤のみ     | 10              | 500               |
| レボフロキサシン     | 経口剤、注射剤 | 500mg/body      |                   |

## 活動性結核の化学療法
活動性結核治療の原則は、治療開始時は感受性薬剤を3剤以上併用する。治療中は患者が確実に薬剤を服用することを確認する、副作用を早期に発見し適切な治療を行うということに尽きる。薬剤感受性が確認できていない初期の治療はイソニアジト（イスコチン）とリファンピシン（リファジン）にエタンブトール(エブトール)またはストレプトマイシンを加えた3剤以上の併用が必要である。ピラジナミド(ピラマイド)を加える事で薬剤耐性の危険性がさらに低下するとともに治療期間を最短に抑えることができる。これらの3剤または4剤の治療が標準療法となる。標準療法の最大の障害は薬剤による副作用である。標準治療を行った4人に1人は何らかの薬剤変更が必要であったという報告もある。標準療法が行えないと副作用が多く、抗菌力も劣る二次抗結核薬を長期使用することになる。イソニアジトとリファンピシンの発熱や発疹の副作用で使用できない時は減感作療法も検討され、ガイドラインも示されている。
標準治療はピラジナミドの有無によって2つある。標準治療法Aは初期2ヶ月間はイソニアジト、リファンピシン、ピラジナミドにエタンブトールかストレプトマイシンを加えた4剤、以後4ヶ月はリファンピシンとイソニアジドの2剤で治療する。標準治療法Bは初期2ヶ月間はイソニアジト、リファンピシンにエタンブトールかストレプトマイシンを加えた3剤、以後7ヶ月はイソニアジドとリファンピシンの2剤で治療する。結核が重症の場合、2ヶ月を超えても菌陽性が続く場合、糖尿病、塵肺など免疫低下来す疾患を合併している場合、結核の再発では維持期治療を3ヶ月延長する。エタンブトールまたはストレプトマイシンはイソニアジド、リファンピシンのいずれかに薬物耐性であった場合に両剤耐性となることを防ぐために投与する。2ヶ月以上投与した後イソニアジドとリファンピシン両方に感受性と判明した時点で中止するが、感受性結果判明までは副作用などで投与困難とならない限り継続する。ピラジナミドは原則2ヶ月までの投与とする。ピラジナミドを使用しないと必要な治療期間が6ヶ月から9ヶ月と1.5倍になること、薬剤耐性菌であった場合、4剤使用の方が新たな耐性防止のためには安全であること、薬剤性肝障害の出現頻度がピラジナミドの有無によって大差ないことからできるだけピラジナミドは使用することが望ましい。
治療開始時の菌陽性であった場合、菌検査の結果が最も重要な治療効果の判断基準である。標準治療を行った場合、治療開始後2ヶ月後には80〜90%程度が陰性化する。

## 潜在性結核感染症
潜在性結核感染症(LTBI)の治療対象は結核菌に感染していて結核発症のリスクがかなり高く、治療をした場合の有益性が副作用を上回ると判断される患者である。日本結核病学会予防委員会・治療委員会から治療指針が示されており、それによると明らかな結核治療歴がないQFT検査（またはT-SPOT検査）陽性の患者に対して1日あたりPSL15mg以上使用する場合はイソニアジドによる潜在性結核感染症の治療を行ったほうがよいと考えられる。具体的にはイソニアジド（イスコチン）を1日あたり5mg/kgで6ヶ月または9ヶ月投与する。イソニアジドの最大投与量が1日300mgであることに注意する。また潜在性結核感染症は結核発生届と感染症予防法第37条の2に係る医療費公費負担申請書を保健所に提出する。イソニアジドは肝障害の副作用が多いため定期的に採血で確認する。トランスアミナーゼが200を超えた場合はイソニアジドを中止してリファンピシンを1日10mg/kgで4ヶ月または6ヶ月投与する。リファンピシンも最大投与量が1日600mgであるため注意が必要である。潜在性結核感染症の治療時も結核発症のリスクが高いため、定期的に喀痰の抗酸菌培養や胸部X線検査を行う。